# Culpabilidad
La culpabilidad, en Derecho penal, es el juicio de imputación personal, es decir, supone la reprochabilidad del hecho ya calificado como típico y antijurídico, fundada en el desacato del autor frente al Derecho por medio de su conducta, mediante la cual menoscaba la confianza general en la vigencia de las normas.
El problema de la culpabilidad es central en el Derecho penal, por cuanto determina finalmente la posibilidad de ejercicio del ius puniendi.
Bajo la categoría de la culpabilidad, como último elemento de la teoría del delito, se agrupan todas aquellas cuestiones relacionadas con las circunstancias específicas que concurrieron en la persona del autor en el momento de la comisión del hecho típico y antijurídico.

## Estructura
La culpabilidad está estructurada en tres elementos, que se tienen que dar simultáneamente para que el sujeto sea culpable. En primer lugar, debe estar presente la imputabilidad del autor, esto es, su capacidad de conocer lo injusto del actuar, así como de reconocer la posibilidad de actuar de otra manera. Por otro lado, debe darse la conciencia de antijuridicidad, es decir, la posibilidad de comprender la valoración negativa del acto concreto que hace el ordenamiento jurídico. Por último, debe estar presente el elemento de la exigibilidad de actuar de forma diferente, en otras palabras, la posibilidad de autodeterminarse conforme al Derecho en el caso concreto.

## La imputabilidad: Capacidad de culpabilidad

### Requisitos de la capacidad de culpabilidad
La persona que comete un ilícito debe reunir diversos requisitos para que su conducta pueda ser susceptible de reproche.
Los requisitos son: En primer lugar, tener una capacidad psíquica de ser culpable, es decir, la persona no debe sufrir de incapacidad por falta de madurez ni perturbaciones psíquicas: Alzheimer, Estados de excitación condicionados por experiencias, déficits graves de inteligencia, adicciones, neurosis, perturbaciones de personalidad.En segundo lugar, Tener al momento del hecho la capacidad para decidirse en forma auto-determinada en favor o en contra de la comisión del hecho. Aplica en casos donde por falta de madurez, la persona no tiene la capacidad de tomar decisiones sensatas. Por último, Tener capacidad de comprensión y conducción, es decir, la capacidad de comprender el ilícito del hecho y de comportarse según sea esa comprensión. Aplica a casos donde el sujeto no puede tomar decisiones por su cuenta ni comprender la acción que está realizando.

### Capacidad de autodeterminación
La autodeterminación es la forma que tiene una persona de evaluar de modo sensato la cuestión a resolver y tomar su decisión sobre la base de ponderaciones razonables. Reconocer que una decisión es autodeterminada no depende de que la decisión tomada en sí misma sea sensata, sino que el proceso de decisión empleado por el autor haya sido razonable. Debe evaluarse en qué medida la capacidad del autor de comprender y ponderar entre sí los puntos de vista que se hallan en favor y en contra de la comisión del hecho punible está por debajo del nivel que se puede alcanzar en general para el hombre adulto de nuestra sociedad

### Incapacidad

#### Supuestos de incapacidad de culpabilidad
La regla general es que las personas somos capaces de culpabilidad, sin embargo, existen dos supuestos de incapacidad de culpabilidad, que son la falta de madurez y perturbaciones psíquicas. 
En cuanto al supuesto de la falta de madurez, los niños menores de 16 años no son imputables penalmente, al presumirse que aún no tienen la madurez necesaria para una decisión autodeterminada sobre la comisión de un hecho punible. Tampoco son imputables penalmente los menores de 18 años respecto de delitos de acción privada o reprimidos con pena privativa de la libertad que no exceda de dos años, con multa o inhabilitación. 

#### Ley 22278. Régimen Penal de Minoría
Art. 1.- No es punible el menor que no haya cumplido dieciséis años de edad. Tampoco lo es el que no haya cumplido dieciocho años, respecto de delitos de acción privada o reprimidos con pena privativa de la libertad que no exceda de dos años, con multa o con inhabilitación. Si existiere imputación contra alguno de ellos la autoridad judicial lo dispondrá provisionalmente, procederá a la comprobación del delito, tomará conocimiento directo del menor, de sus padres, tutor o guardador y ordenará los informes y peritaciones conducentes al estudio de su personalidad y de las condiciones familiares y ambientales en que se encuentre. En caso necesario pondrá al menor en lugar adecuado para su mejor estudio durante el tiempo indispensable. Si de los estudios realizados resultare que el menor se halla abandonado, falto de asistencia, en peligro material o moral, o presenta problemas de conducta, el juez dispondrá definitivamente del mismo por auto fundado, previa audiencia de los padres, tutor o guardador.
Regimen Penal de la Minoridad. Ley N° 22.278. Argentina

Respecto a las perturbaciones psíquicas, la incapacidad no se presume, sino que el juez debe constatar si ocurrió una de las perturbaciones psíquicas mencionadas en la ley y, luego, resolver cuál de los dos supuestos de incapacidad corresponde aplicar, si la incapacidad de culpabilidad o la capacidad de culpabilidad disminuida. Las perturbaciones psíquicas abarcan todas aquellas afecciones psíquicas que tienen una causa orgánica, estados de excitación condicionados por experiencias, debilidad mental y otras enfermedades psíquicas graves.
En casos dudosos, el juez puede recurrir a la ayuda de un perito psiquiátrico o psicológico. Éste tiene que diagnosticar la existencia de una perturbación psíquica y transmitirle al juez un cuadro claro, en donde quede establecido en qué medida la perturbación (en caso de haber una) afectó la capacidad de culpabilidad. De igual manera, le corresponde únicamente al juez determinar si la afectación descrita fundamenta la declaración de incapacidad o bien, una la disminución de capacidad.

## La conciencia de antijuridicidad: Error de prohibición
La posibilidad de comprender el ilícito que el autor está cometiendo es importante a la hora de analizar la culpabilidad de éste. La Teoría de la culpabilidad dice que el autor actúa sin culpabilidad, si padece de un error de prohibición. Este error ocurre cuando el autor conoce todas las circunstancias de hecho, pero no cree que está cometiendo un ilícito. Hay dos supuestos de error de prohibición: El error de prohibición inevitable, y el error de prohibición evitable.
En primer lugar, el error de prohibición inevitable es aquel en el cual el autor actuó sin comprender que cometía un ilícito y no pudo evitar ese error. Un ejemplo de este tipo de errores es cuando el autor del delito recurre al asesoramiento técnico, ya que el autor se libera de todo tipo de responsabilidad en el caso de que exista un error proveniente de este tipo de asesoramiento. Como regla general, lo que hace este tipo de errores es excluir la culpabilidad. 
Por otro lado, el error de prohibición evitable, es aquel en cual el autor actuó sin comprender que cometía un ilícito y tenía la posibilidad de evitar ese error. El derecho exige que el autor debe haber hecho el esfuerzo de conciencia que le era exigible, y a diferencia del error inevitable, este error se califica como si el autor hubiera actuado con dolo pero con una atenuación en la pena.
Al hacer estas distinciones, es importante aclarar que se exige que todo ciudadano conozca el “derecho”. Esta es una obligación que impone el estado, para que alegar el desconocimiento de derecho no sea utilizado como un recurso para la defensa de aquellos que cometen un delito. 

### Fundamento del error de prohibición
Se dice que el ignorante de derecho es culpable debido a que no solo cometió un delito, sino que también rompió con su obligación como ciudadano de conocer las leyes. Sin embargo, para que cada ciudadano pueda cumplir este rol, el Estado tiene la obligación de garantizar una normativa razonable que sea accesible a todos los ciudadanos en cualquier situación en la que se encuentren.

## La exigibilidad de la conducta
Para que una conducta sea considerada culpable, se debe poder exigir al autor haber actuado conforme a derecho.  
La comisión de un delito se exculpa cuando es necesaria para repeler un peligro actual para la vida, el cuerpo o la libertad del autor mismo o de una persona allegada a él.
El ejemplo que utiliza Frister para ilustrar este caso es el de un náufrago que solo puede salvarse de morir ahogado, arrebatándole a otro náufrago un tablón del barco que flota en el agua, de modo que este otro muere ahogado. 
Por ello, un hecho cometido en estado de necesidad exculpante no merece reproche, porque el autor mismo, como afectado personal, no se le puede exigir que no se decida por la protección de los intereses existenciales (como la vida o la integridad física) que resultan en peligro.

### Tipo objetivo exculpante
Se encuentra conformado por:
- La situación del estado de necesidad
- Exigencias sobre la conducta que repele el peligro
- Deberes especiales de soportar el peligro

La situación de estado de necesidad requiere que haya un peligro para la vida, el cuerpo o la libertad. Y a su vez también la actualidad del peligro, que la realización del peligro solo pueda ser impedida en la actualidad de ese momento.
La acción que se realiza para repeler el peligro exige que el autor actúe para repeler un peligro sobre sí mismo, de un pariente o de otra persona allegada, no puede serlo para repeler un peligro sobre un tercero. También requiere que la acción del autor sea el medio más apropiado y el menos lesivo, que el peligro no pueda ser evitado de otra forma.
Con respecto a los “Deberes especiales de soportar el peligro” existen tres supuestos:
El primero, la  “Causación de la situación de necesidad”, se produce cuándo el individuo está obligado a aceptar la amenaza a una puesta en peligro de sus bienes jurídicos existenciales: cuando el sujeto se haya puesto a sí mismo en peligro, y se podría establecer la existencia de dolo o imprudencia. En ocasiones dónde el individuo no puede prevenir el peligro, no se justifica imponer una sanción. 
En el segundo supuesto, “Relación Jurídica especial” el deber de soportar el peligro cuándo puede serle exigido al autor, debido a que se encuentra en una relación jurídica especial que lo obliga a afrontar el peligro (soldados, bomberos, policías, etc.). “Otros casos” establece que hay situaciones dónde el individuo está obligado a soportar el peligro. Esta obligación se da cuándo el ordenamiento jurídico le impone a un sujeto una pena que lo priva de su libertad.

### Tipo subjetivo de la exculpación
El autor no solamente debe de tener conocimiento de la situación fáctica exculpante, es decir, que realiza un conducta que está exculpada, sino que debe de estar motivado a actuar en defensa de los intereses propios, de parientes o allegados. Frister, en su texto, ejemplifica al tipo subjetivo de la exculpación mencionando el caso de un soldado: Un soldado que participa de ejecuciones, a quien se lo había amenazado con ser fusilado él mismo en caso de rehusarse a intervenir, sólo puede ser exculpado si interviene porque le importa la conservación de su vida. Sí él sí conocía el peligro que lo amenazaba, pero participa en las ejecuciones porque le divierte, no se excluye su culpabilidad. 
Si el soldado, ejemplifica Frister, interviene en el fusilamiento porque cree que de rehusarse a participar será fusilado él mismo, pero en verdad ese peligro no existía, cae en un error sobre el tipo exculpante. El autor se representa circunstancias que, de haber existido, lo hubieran exculpado.
Error sobre el tipo exculpante: Se analiza de la misma manera que un error de tipo.
Error sobre la exculpación: Es el error sobre la norma exculpatoria en sí misma, el autor supone que su conducta está exculpada. 

## Antecedentes

### Valoración de conducta
La culpabilidad exige inexcusablemente una valoración del comportamiento humano, y allí donde pueda hacerse un juicio de reproche puede existir una culpabilidad, si se evidencian los hechos.

### Juicio de reproche
Es la valoración que se hace en el individuo que cometió un ilícito y su correspondiente acción. En el juicio de reproche se individualiza la pena, es decir, se vincula al hecho injusto con su autor. Puede decirse que es una consecuencia de la valoración de la conducta.

## Actio libera in causa
Una excepción a la afirmación de que la incapacidad de culpabilidad excluye la culpabilidad sucede en el actio libera in causa. Este principio determina que la incapacidad debe existir al momento de la acción del hecho. De esta forma, se evitan los casos en los que un sujeto se torna incapaz de forma voluntaria para cometer un delito sin que se le reproche su conducta. 

Quien, en conocimiento de su inminente incapacidad de culpabilidad, pone una causa para la posterior producción del resultado típico, realiza ya por medio de esta conducta tanto el tipo objetivo como subjetivo.
Frister, Helmut. Derecho penal. Parte general.

Un caso de actio libera in causa en la jurisprudencia argentina es el fallo “Petruf”. El mismo, trataba de un taxista que mientras estaba transportando a dos mujeres, sufre un ataque de epilepsia y como resultado de ello, una de las pasajeras muere. Al momento de resolver la controversia, la sala V de la Cámara Nacional de Apelaciones en lo Criminal y Correccional consideró que el imputado antes del accidente ya conocía su condición de epilepsia, no la trataba (rehusándose a medicarse) y habiendo tenido un ataque unos días antes del accidente, decido de todas maneras seguir trabajando. La sentencia del tribunal estableció que el imputado era culpable de por haber decidido voluntariamente no medicarse y trabajar a pesar de su decisión. A pesar de que su capacidad de culpabilidad en el momento del accidente estaba afectada por un ataque de epilepsia, era reprochable la acción previa. Concretamente, se le reprocha trabajar en su condición, siendo consciente de las posibles consecuencias de dicha decisión.